# Berg-Eisstrom
Der Berg-Eisstrom ist ein rund 50 km langer Eisstrom im westantarktischen Ellsworthland. Er fließt in nördlicher Richtung zwischen der Rydberg-Halbinsel und dem Espenschied-Nunatak zum Carroll Inlet an der English-Küste.
Der United States Geological Survey kartierte ihn anhand eigener Vermessungen und Luftaufnahmen der United States Navy aus den Jahren von 1961 bis 1966. Das Advisory Committee on Antarctic Names nach Captain Harold Berg, Kommandeur des Eisbrecher USNS Eltanin während der Antarktisfahrten zwischen 1964 und 1965.